# SIFFK
SIFFK är en åländsk fotbollsklubb som spelar i finska division 3. SIFFK är en sammanslagning av de åländska idrottsföreningarna IFFK (Finström) och SIF (Sund). SIFFK:s matchställ är orangea, eftersom SIF var gula och IFFK var röda, och om man blandar de färgerna blir det orange.

## Truppen 2011
Målvakter
- 1. Johan Sundman
- 12. Viktor Mattsson
- 12. Anton Axberg

Försvarsspelare
- 2. Markus Karlsson
- 3. Fredrik Appel
- 5. John Mattsson
- 6. Erik Lundberg
- 18. David Koskinen
- 26. Simon Sjuls

Mittfältsspelare
- 4. Johan Carlsson
- 7. Samuel Fagerholm
- 8. Simon Snickars
- 9. Tom Göstas
- 21. Jesper Lindqvist
- 22. Kenneth Vickström
- 24. Jesper Johans
- Christoffer Svanström

Anfallsspelare
- 10. Rezgar Amani
- 14. Jimmy Sundman
- 16. Anders Westling
- 20. Nico Henriksson
- 23. Robin Cederoos
- 25. Markus Darnemo

Ledare
- Alexander Semenov (Tränare)
- Matias Cederberg (Lagledare)

## Kända spelare
- Mats Gustavsson (SIF som moderklubb men spelade även i finska ligan med FC Inter Turku och IFK Mariehamn)
- Daniel Sjölund (IFFK som moderklubb men spelar nu för Djurgårdens IF och han representerar även Finlands herrlandslag i fotboll. Ålands bästa fotbollsspelare genom tiderna)
- Jimmy Sundman (SIF som moderklubb men ingår nu i IFK Mariehamns ligatrupp. Han gjorde ligadebut mot VPS, Sunds bästa fotbollsspelare sedan Mats Gustavsson)
- Peter Sjölund (IFFK som moderklubb men representerade även IFK Mariehamn i finska ligan, han var även med när de steg till ligan.)